# Большие Торханы
Больши́е Торха́ны (чув. Мăн Турхан) — деревня в Вурнарском районе Чувашской Республики. Административный центр Большеторханского сельского поселения.

## География
Находится в центральной части Чувашии, на расстоянии приблизительно 6 км на север по прямой от районного центра поселка Вурнары.

## История
Известна с 1858 года, когда в ней (тогда околоток деревни Малая Абызова, ныне Кумаши) проживало 210 человек. В 1906 году учтено 80 дворов, 383 жителя, в 1926 — 90 дворов, 404 жителя, в 1939—618 жителей, в 1979—448. В 2002 году было 95 дворов, в 2010 — 82 домохозяйства. В 1931 образован колхоз «Ленин», в 2010 действовал СХПК «Знамя».

## Население
Постоянное население составляло 273 человека (чуваши 100 %) в 2002 году, 200 в 2010.